# Joseph Brodsky
Joseph Brodsky, nascut amb el nom de Ióssif Aleksàndrovitx Brodski, rus: Иoсиф Алексáндрович Брoдский, (Leningrad, 24 de maig del 1940 - Ciutat de Nova York, 28 de gener del 1996) fou un poeta estatunidenc d'origen soviètic, guardonat amb el Premi Nobel de Literatura l'any 1987 tant pels seus escrits en rus com en anglès.
Nascut a Leningrad (actualment Sant Petersburg), a la Unió Soviètica, el 1940, Brodsky es va enfrontar amb les autoritats soviètiques i va ser expulsat ("molt aconsellat" d'emigrar) de la Unió Soviètica el 1972, establint-se als Estats Units amb l'ajuda de W.H. Auden i altres partidaris. Després va ensenyar al Mount Holyoke College i a universitats com Yale, Columbia, Cambridge i Michigan. Brodsky va ser guardonat amb el Premi Nobel de Literatura de 1987 «per una autoria global, impregnada de claredat de pensament i intensitat poètica». Va ser nomenat poeta laureat dels Estats Units el 1991.
Segons el professor Andrey Ranchin de la Universitat Estatal de Moscou, «Brodsky és l'únic poeta rus modern el conjunt d'obres del qual ja ha rebut el títol honorífic d'un clàssic canonitzat... La canonització literària de Brodsky és un fenomen excepcional. Cap altre escriptor rus contemporani ha estat honrat com l'heroi d'un nombre tan gran de textos de memòries; cap altre ha tingut tantes conferències dedicades a ells». Daniel Murphy, en el seu text seminal Christianity and Modern European Literature, inclou Brodsky entre els poetes cristians més influents del segle xx, juntament amb T. S. Eliot, Óssip Mandelstam, Anna Akhmàtova (mentora de Brodsky durant un temps) i WH Auden (que va patrocinar la causa de Brodsky als Estats Units). Irene Steckler va ser la primera a afirmar categòricament que Brodsky era «un poeta cristià, sens dubte ». Abans, el juliol de 1972, després del seu exili, el mateix Brodsky, en una entrevista, va dir: «Tot i que estic relacionat amb l'Antic Testament potser per ascendència, i certament per l'esperit de justícia, em considero cristià. No és bo, però intento ser-ho». El poeta i company acmeista rus contemporani, Viktor Krivulin, va dir que «Brodsky sempre va sentir el seu ésser jueu com una cosa religiosa, tot i que, en definitiva, és un poeta cristià ».

## Biografia

#### Primers anys

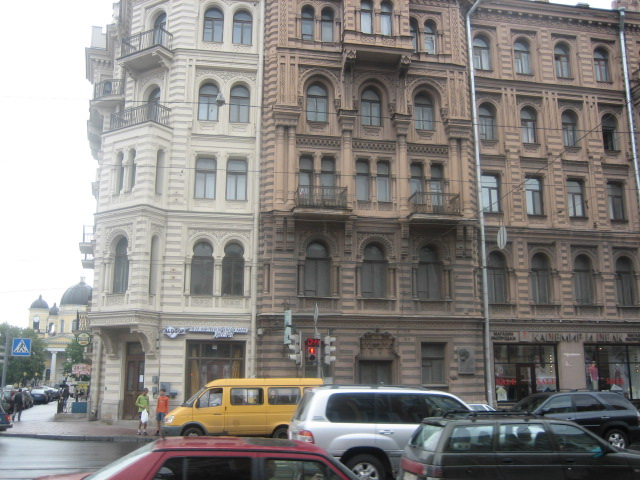
Casa Muruzi, Sant Petersburg, on la placa commemorativa de Brodsky és visible al mig de la planta baixa de l'edifici marró

Brodsky va néixer en una família jueva russa a Leningrad (actualment Sant Petersburg). Descendent d'una família rabínica prominent i antiga, Schorr (Shor) el seu avantpassat directe de línia masculina va ser Joseph ben Isaac Bekhor Shor. El seu pare, Aleksandr Brodsky, era un fotògraf professional a l'armada soviètica, i la seva mare, Maria Volpert Brodskaya, una intèrpret professional la feina de la qual sovint ajudava a mantenir la família. Vivien en pisos comunals, en situació de pobresa, marginats pel seu estatus jueu. En la primera infància, Brodski va sobreviure al setge de Leningrad on ell i els seus pares gairebé van morir de fam; una tieta sí que va morir de gana. Posteriorment va desenvolupar uns quants problemes de salut provocats pel setge. Brodsky va comentar que molts dels seus professors eren antijueus i que es va sentir com un dissident des de petit. Va assenyalar «Vaig començar a menysprear Lenin, fins i tot quan estava a primer grau, no tant per la seva filosofia o pràctica política... sinó per les seves imatges omnipresents».
De jove estudiant, Brodsky era un nen indisciplinat conegut pel seu mal comportament durant les classes. Als quinze anys, Brodsky va deixar l'escola i va intentar entrar a l'Escola de Submarinistes sense èxit. Va passar a treballar com a operari de fresadora. Més tard, després d'haver decidit fer-se metge, va treballar a la morgue de la presó de Kresty, tallant i cosint cossos. Posteriorment va ocupar uns quants llocs de treball als hospitals, a la sala de calderes d'un vaixell i en expedicions geològiques. Al mateix temps, Brodsky va participar en un programa d'autoeducació. Va aprendre polonès per poder traduir les obres de poetes polonesos com Czesław Miłosz, i anglès per poder traduir John Donne. En el camí, va adquirir un profund interès per la filosofia clàssica, la religió, la mitologia i la poesia anglesa i americana.

## Carrera i família

### Carrera inicial
El 1955, Brodsky va començar a escriure la seva pròpia poesia i a produir traduccions literàries. Les va fer circular en secret, i uns quants van ser publicats per la revista clandestina, Sintaksis (Syntax, rus: Си́нтаксис). Els seus escrits eren apolítics. El 1958 ja era molt conegut en els cercles literaris pels seus poemes "El cementiri jueu prop de Leningrad" i "Pelegrins". Quan se li va preguntar quan es va sentir cridat per primera vegada a la poesia, va recordar: « L'any 1959, a Iakutsk, quan caminava per aquella terrible ciutat, vaig entrar a una llibreria. Vaig agafar una còpia de poemes de Baratynsky. No tenia res a llegir. Així que vaig llegir aquell llibre i finalment vaig entendre què havia de fer a la vida. O em vaig emocionar molt, almenys. Així doncs, d'alguna manera, Ievgueni Baratinski és una mica responsable». La seva amiga, Ludmila Shtern (Людмила Яковлевна Штерн, 'Ljudmíla Jákovlevna Štern'), va recordar haver treballat amb Brodsky en un projecte de reg en el seu període geològic (treballant com a ajudant de geòleg): «Vam recórrer l'óblast de Leningrad examinant quilòmetres de canals, comprovant els seus terraplens, que semblaven terribles... Estaven caient, es desfeia, hi creixien tota mena de coses estranyes... Va ser durant aquests viatges, però, quan vaig tenir el privilegi d'escoltar els poemes Els turons i Galoparàs a les fosques. Brodsky me'ls va llegir en veu alta entre dos vagons de tren mentre anàvem cap a Tikhvin».
El 1960, el jove Brodsky va conèixer Anna Akhmàtova, una de les poetes més importants de l'edat de plata. Ella va encoratjar el seu treball i es va convertir en el seu mentor. El 1962, a Sant Petersburg, Anna Akhmàtova el va presentar a l'artista Marina Basmànova, una jove pintora d'una família artística consolidada que estava dibuixant el retrat d'Akhmátova. Els dos van començar una relació; tanmateix, l'aleshores amic íntim i també poeta de Brodsky, Dmitri Bobyshev, estava enamorat de Basmànova. Quan Bobyshev va començar a perseguir la dona, immediatament, les autoritats van començar a perseguir Brodsky; Bobyshev va ser àmpliament considerat responsable de denunciar-lo. Brodsky va dedicar molta poesia d'amor a Marina Basmànova:
| « | Jo només era allò que vas tocar amb el palmell sobre el qual, sord, nit negra com un corb, vas agafar el cap... Jo estava pràcticament cec. Tu, apareixent i després amagant-te, em va ensenyar a veure. | » |

### Denúncia
El 1963, la poesia de Brodsky va ser denunciada per un diari de Leningrad com a «pornogràfica i antisoviètica». Els seus papers van ser confiscats, va ser interrogat, ingressat dues vegades en un manicomi i després arrestat. Va ser acusat de parasitisme social per les autoritats soviètiques en un judici l'any 1964, trobant que la seva sèrie de feines ocasionals i el seu paper com a poeta no eren una contribució suficient a la societat. El van anomenar «pseudopoeta amb pantalons de vellut» que va incomplir el seu «deure constitucional de treballar honestament pel bé de la pàtria». El jutge del procés va preguntar: «Qui t'ha reconegut com a poeta? Qui t'ha inscrit a les files dels poetes?»– «Ningú», va respondre Brodsky, «Qui em va inscriure a les files de la raça humana?»
L'any 1964, va ser acusat de paràsit social (en rus: тунеядство), per la qual cosa se'l condemnà a cinc anys de treballs forçats. Va passar 18 mesos en un camp penitenciari de la regió d'Arkhànguelsk, fins que va ser indultat l'any 1965. Va llogar una casa petita i, tot i que no tenia fontaneria ni calefacció central, disposar d'un espai propi i privat es va considerar en aquella època un gran luxe. Van visitar Basmànova, Bobyshev i la mare de Brodsky, entre d'altres. Va escriure amb la seva màquina d'escriure, va tallar llenya, va traure fems i a la nit va llegir les seves antologies de poesia anglesa i estatunidenca, incloent-hi una gran quantitat de W.H. Auden i Robert Frost. L'amic íntim i biògraf de Brodsky, Lev Loseff, escriu que si bé el seu confinament a l'hospital mental i el judici van ser experiències miserables, els 18 mesos a l'Àrtic van ser dels millors moments de la vida de Brodsky. La mentora de Brodsky, Anna Akhmàtova, es va riure de la miopia del KGB. «Quina biografia que estan preparant per al nostre amic pèl-roig!», va dir. «És com si els hagués contractat perquè ho fessin a propòsit».
La condemna de Brodski va ser commutada el 1965 després de les protestes d'importants personatges culturals soviètics i estrangers, incloent Ievgueni Ievtuixenko, Dmitri Xostakóvitx, i Jean-Paul Sartre així com Akhmatova. Brodsky també es va convertir en una causa cèlebre a Occident, quan una transcripció secreta de l'acta del judici va ser introduïda de contraban fora del país, convertint-lo en un símbol de la resistència artística en una societat totalitària, com el seu mentor, Akhmatova.
Des de llavors, va conservar una actitud de discreció vers el règim soviètic i, si bé mai es va afiliar, a diferència d'altres intel·lectuals del moment, a cap discrepància política, sí que va mostrar les seves reserves en la seva relació amb les autoritats soviètiques. N'és un exemple la seva negativa a demanar el visat per concórrer a una trobada internacional de poesia celebrada a la ciutat de Londres l'any 1969 i al Festival dels Dos Mons celebrat a Spoleto (Itàlia). El 1972, va fer dues breus estades a Viena i Londres, i finalment es va exiliar als Estats Units, on va adquirir la nacionalitat estatunidenca l'any 1980 i va esdevenir professor a les universitats de Michigan i Columbia.

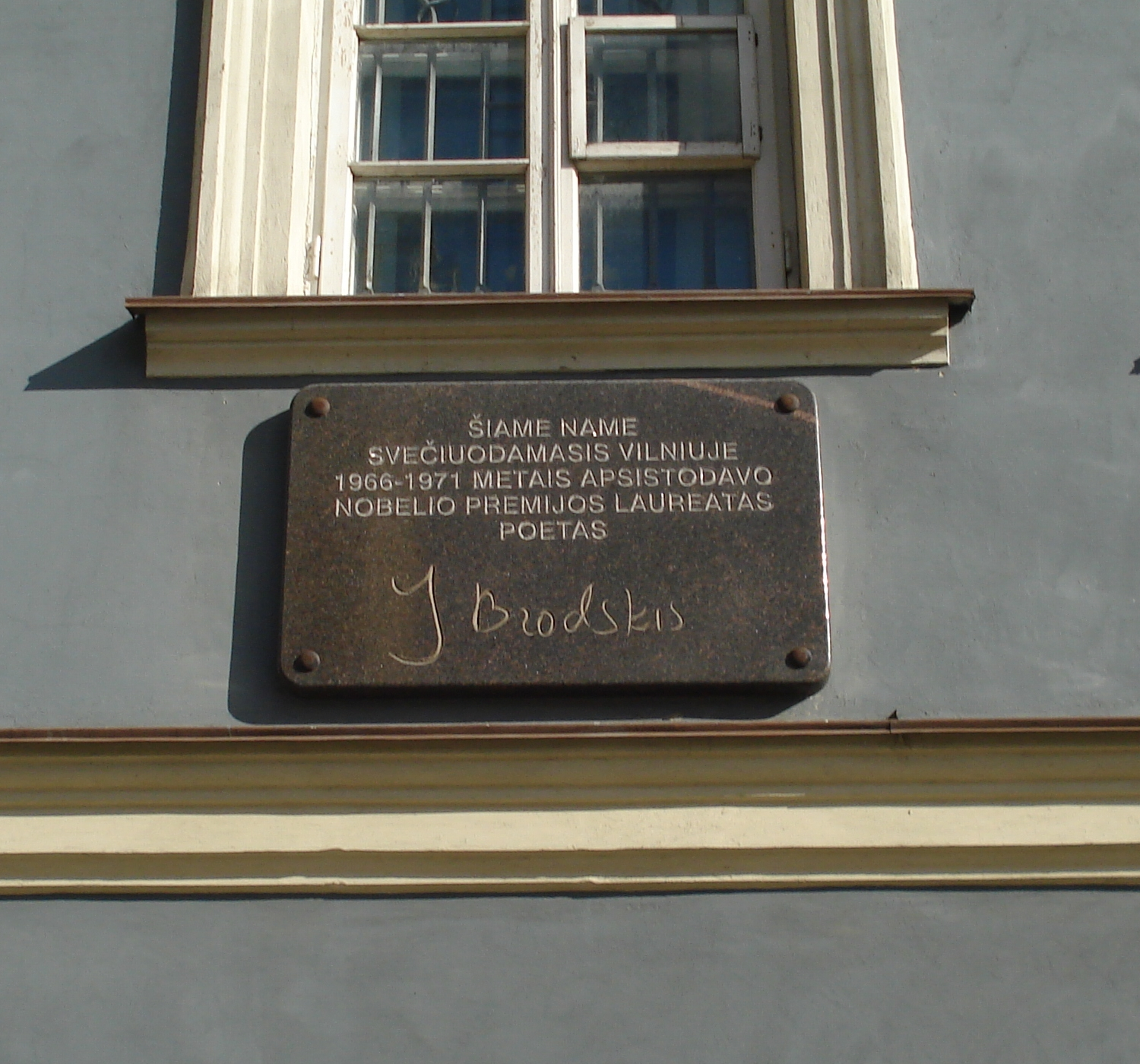
Placa de senyalització on Brodsky es va allotjar a Vílnius

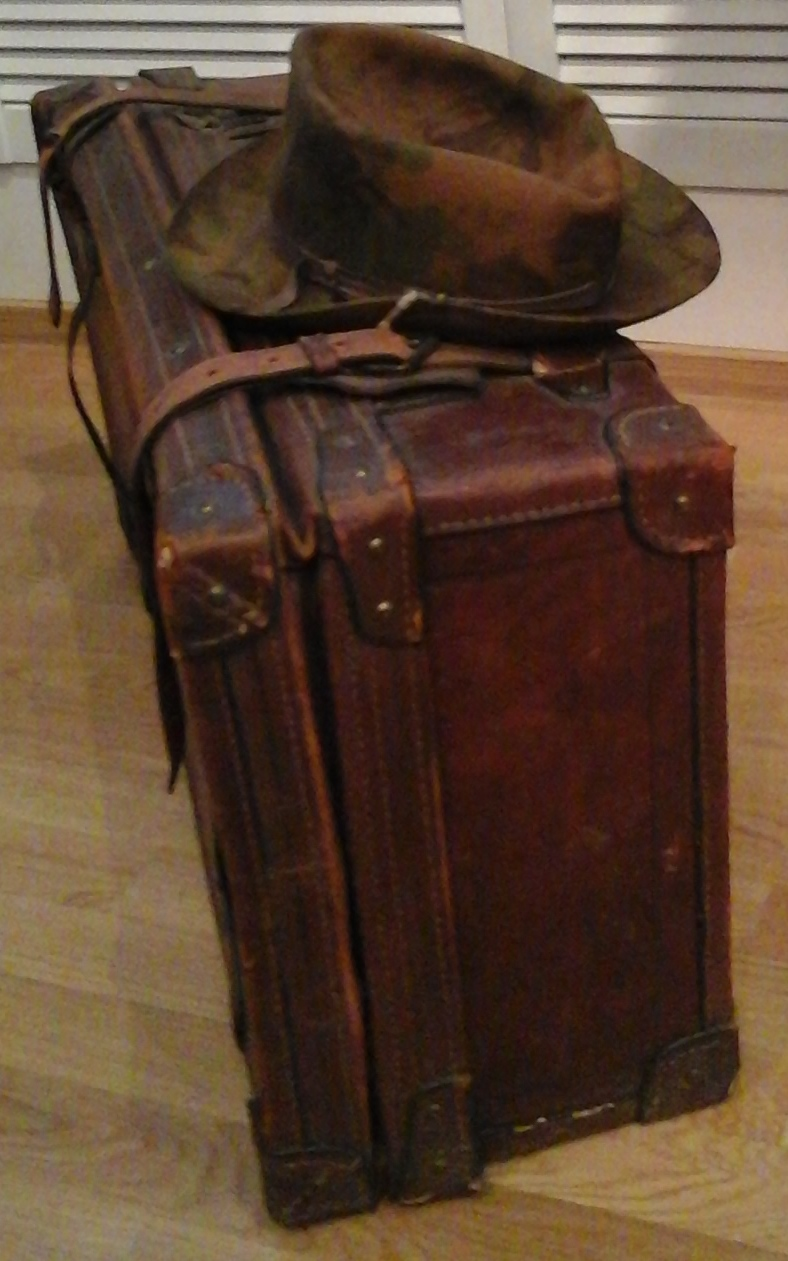
La maleta amb la qual Brodski va sortir de la seva terra natal, el 4 de juny de 1972, amb una màquina d'escriure, dues ampolles de vodka i un recull de poemes de John Donne, avui exposada al Museu Anna Akhmatova de Sant Petersburg.

El seu fill, Andrei, va néixer el 8 d'octubre de 1967 i Basmànova va trencar la relació. Andrei va ser registrat amb el cognom de Basmanova perquè Brodski no volia que el seu fill patís els atacs polítics que va patir. Marina Basmànova va ser amenaçada per les autoritats soviètiques, la qual cosa li va impedir casar-se amb Brodski o unir-se a ell quan va ser exiliat del país. Després del naixement del seu fill, Brodsky va continuar dedicant poesia amorosa a Basmànova. El 1989, Brodsky va escriure el seu darrer poema a "MB", descrivint-se a si mateix recordant la seva vida a Leningrad:
| « | La teva veu, el teu cos, el teu nom no signifiquen res per a mi ara. Ningú els va destruir. És que, per oblidar una vida, una persona necessita viure almenys una altra vida. I he servit aquesta ració. | » |

Brodsky va tornar a Leningrad el desembre de 1965 i va continuar escrivint durant els següents set anys, moltes de les seves obres es van traduir a l'alemany, francès i anglès i es van publicar a l'estranger. Verses and Poems va ser publicat per Inter-Language Literary Associates a Washington el 1965, Elegy to John Donne and Other Poems va ser publicat a Londres el 1967 per Longmans Green, i A Stop in the Desert va ser publicat el 1970 per Chekhov Publishing a Nova York. Només quatre dels seus poemes es van publicar a les antologies de Leningrad el 1966 i el 1967, la major part de la seva obra va aparèixer fora de la Unió Soviètica o va circular en secret (samizdat) fins al 1987. Perseguit per la seva poesia i la seva herència jueva, se li va negar el permís per viatjar. L'any 1972, mentre Brodski s'estava plantejant l'exili, les autoritats van consultar l'expert en salut mental Andrei Snezhnevsky, un defensor clau del famós diagnòstic pseudomèdic de "deliri reformista paranoic". Aquesta eina política va permetre a l'estat tancar els dissidents en institucions psiquiàtriques indefinidament. Sense examinar-lo personalment, Snezhnevsky va diagnosticar que Brodski tenia " esquizofrènia que progressava lentament ", i va concloure que "no era una persona valuosa en absolut i que podria ser deixat anar". El 1971, Brodsky va ser convidat dues vegades a emigrar a Israel. Quan es va trucar al Ministeri de l'Interior l'any 1972 i li van preguntar per què no havia acceptat, va manifestar que volia quedar-se al país. Al cap de deu dies, els funcionaris van irrompre al seu apartament, li van agafar els papers i el 4 de juny de 1972 el van posar en un avió cap a Viena, Àustria. mai va tornar a Rússia i no va tornar a veure maig més Basmanova. Brodsky va escriure més tard «El Judici Final és el Judici Final, però un ésser humà que va passar la seva vida a Rússia, ha de ser, sense cap mena de dubte, col·locat al Paradís».
A Àustria, va conèixer Carl Ray Proffer i Auden, que van facilitar el trànsit de Brodsky als Estats Units i van resultar influents en la carrera de Brodsky. Proffer, de la Universitat de Michigan i un dels cofundadors d’Ardis Publishers, es va convertir a partir d'aquest moment en l'editor rus de Brodsky. Recordant el seu desembarcament a Viena, Brodsky va comentar:
| « | Sabia que marxava definitivament del meu país, però d'on no en tenia ni idea. Una cosa que estava ben clara era que no volia anar a Israel... ni tan sols vaig creure que em permetrien anar-hi. Mai vaig creure que em pujarien a un avió, i quan ho van fer no sabia si l'avió aniria a l'est o a l'oest... No volia ser perseguit pel que quedava del servei de seguretat soviètic a Anglaterra. Així que vaig venir als Estats Units. | » |

Encara que el poeta va ser convidat a tornar després de la caiguda de la Unió Soviètica, Brodski no va tornar mai al seu país.

### Estats Units

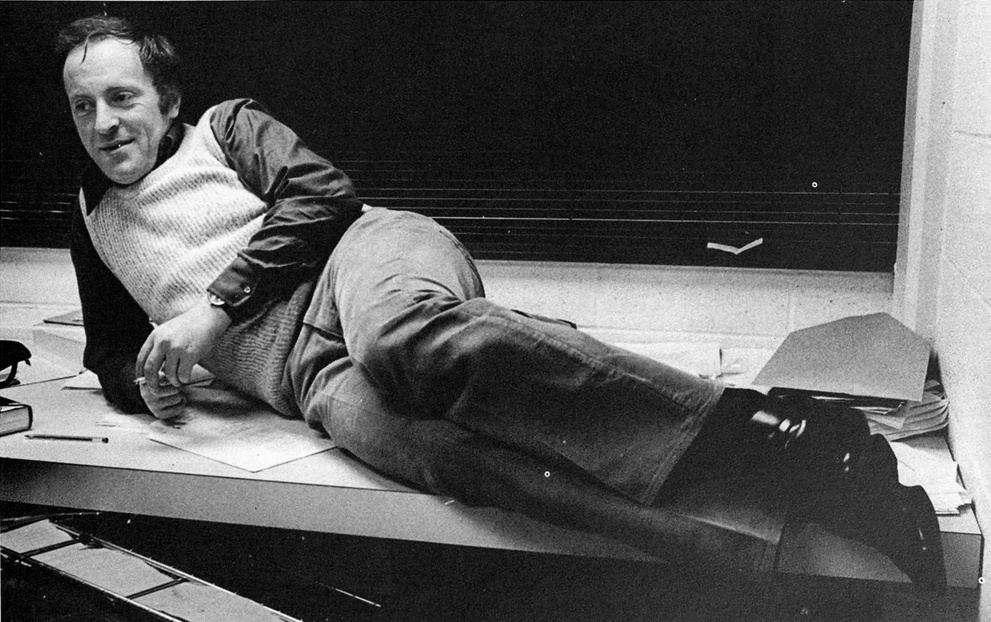
Brodsky ensenyant a la Universitat de Michigan, c. 1972

Després d'una breu estada a Viena, Brodsky es va instal·lar a Ann Arbor, amb l'ajuda dels poetes Auden i Proffer, i es va convertir en poeta resident a la Universitat de Michigan durant un any. Brodsky va passar a ser professor visitant al Queens College (1973–74), Smith College, Columbia University i Cambridge University, i després va tornar a la Universitat de Michigan (1974–80). Va ser el professor Andrew Mellon de literatura i el professor de literatura de Five College al Mount Holyoke College, portat allí pel poeta i historiador Peter Viereck. El 1978, Brodsky va rebre un títol honorari de Doctor en Lletres a la Universitat Yale, i el 23 de maig de 1979, va ser inclòs com a membre de l'Acadèmia Americana i de l'Institut d'Arts i Lletres. El 1980 es va traslladar al Greenwich Village de Nova York i el 1981 va rebre el premi al "geni" de la Fundació John D. i Catherine T. MacArthur. També va rebre el Premi d'Excel·lència del Centre Internacional de Nova York. El 1986, la seva col·lecció d'assajos, Less Than One, va guanyar el National Book Critics Award for Criticism i va rebre un doctorat honoris causa en literatura per la Universitat d'Oxford.
L'any 1987 va guanyar el Premi Nobel de Literatura, el cinquè escriptor rus que ho va fer. En una entrevista se li va preguntar: «Ets un ciutadà estatunidenc que està rebent el Premi de poesia en llengua russa. Qui ets tu, un estatunidenc o un rus?» «Sóc jueu; un poeta rus, un assagista anglès i, per descomptat, un ciutadà estatunidenc», va respondre. L'acadèmia va afirmar que havien atorgat el premi per la seva «autoria global, impregnada de claredat de pensament i intensitat poètica». També anomenava la seva escriptura «rica i intensament vital», caracteritzada per una «gran amplitud en el temps i l'espai"». Va ser «un gran pas per a mi, un petit pas per a la humanitat», va bromejar. El premi va coincidir amb la primera publicació legal a Rússia de la poesia de Brodski com a exiliat.

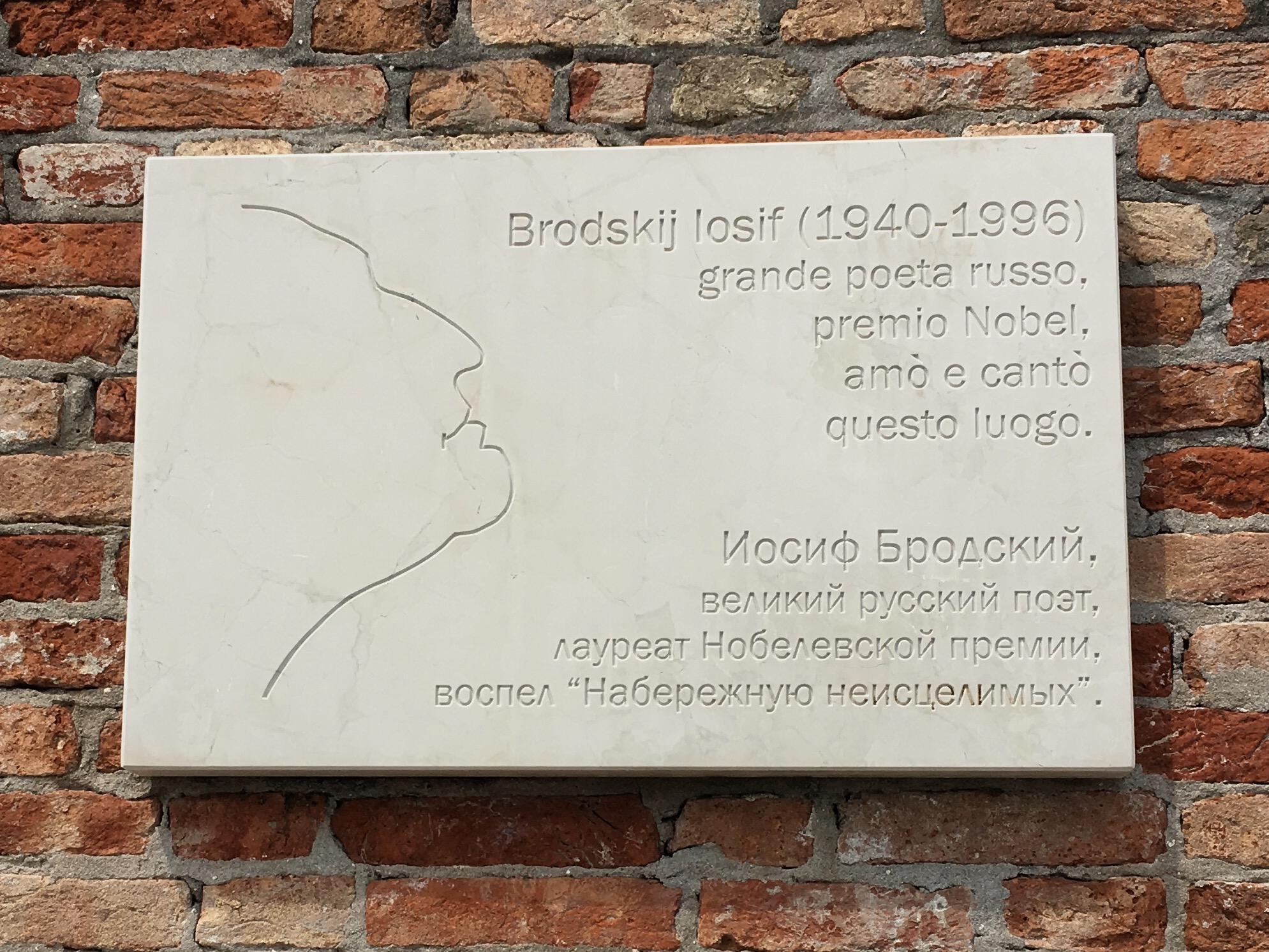
Placa en honor de Brodsky a Venècia

El 1991, Brodsky es va convertir en Poeta Laureat dels Estats Units. El bibliotecari del Congrés va dir que Brodsky tenia "l'interès obert de la vida estatunidenca que tenen els immigrants. Aquest és un recordatori que gran part de la creativitat estatunidenca prové de persones que no han nascut als Estats Units." El seu discurs d'inauguració es va imprimir a Poetry Review. Brodsky va ser llicenciat honorífic per la Universitat de Silèsia a Polònia i va ser membre honorari de l'Acadèmia Internacional de Ciències. El 1995, Gleb Uspensky, editor sènior de l'editorial russa Vagrius, va demanar a Brodsky que tornés a Rússia per fer una gira, però no hi va poder acceptar. Durant els darrers deu anys de la seva vida, Brodsky va patir una pressió considerable per part dels que el consideraven un favor de fortuna. Va ser un professor molt honrat, va tenir un nom de pila amb els caps de moltes grans editorials i es va connectar amb les figures significatives de la vida literària estatunidenca. La seva amiga Ludmila Shtern va escriure que molts intel·lectuals russos, tant a Rússia com a Amèrica, van assumir que la seva influència era il·limitada, que un assentiment seu podria assegurar-los un contracte de llibre, un lloc docent o una beca, que estava en el seu do per assegurar una carrera brillant. Un cop de mà o un rebuig d'una petició d'ajuda podria crear una tempesta als cercles literaris russos, que Shtern suggereix que de vegades es va convertir en molt personal. La seva posició d'emigrat elogiat i guanyador del Premi Nobel li va guanyar enemics i va avivar el ressentiment, la política del qual, escriu, el va fer sentir "cansat de mort" de tot plegat cap al final.

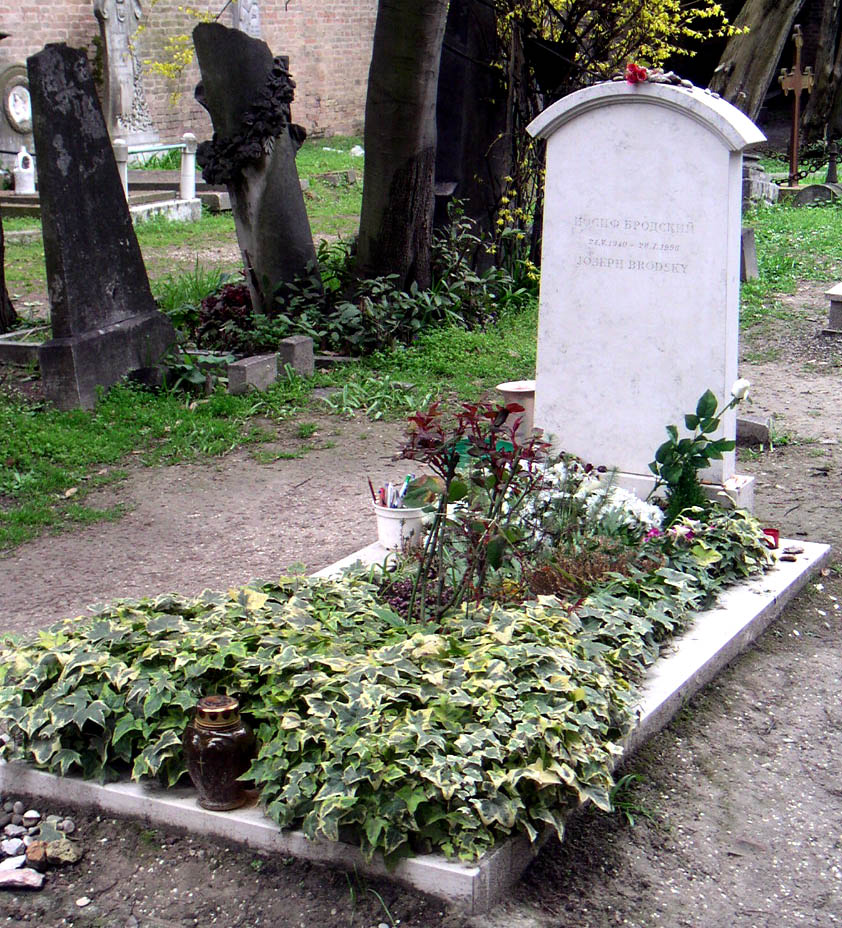
Tomba de Brodsky a la secció protestant del Cimitero di San Michele, Venècia, Vèneto, Itàlia

L'any 1990, mentre ensenyava literatura a França, Brodsky es va casar amb una jove estudiant, Maria Sozzani, d'origen rus-italià; van tenir una filla, Anna Brodsky, nascuda el 1993.
Marina Basmànova va viure amb por a les autoritats soviètiques fins a l'enfonsament de la Unió Soviètica el 1991; només després d'això se li va permetre el seu fill Andrei Basmanov unir-se al seu pare a Nova York. A la dècada de 1990, Brodsky va convidar a Andrei a visitar-lo a Nova York durant tres mesos i van mantenir una relació pare-fill fins a la mort de Brodsky. Andrei es va casar a la dècada de 1990 i va tenir tres fills, tots ells reconeguts i amb el suport de Brodsky com els seus néts; Els néts de Marina Basmànova, Andrei i Brodsky viuen a Sant Petersburg, Rússia. Andrei va fer lectures de la poesia del seu pare en un documental sobre Brodsky. La pel·lícula conté els poemes de Brodsky dedicats a Marina Basmanova i escrits entre 1961 i 1982.
Brodsky va morir d'un atac de cor als 55 anys, al seu apartament de Brooklyn Heights, un barri de Brooklyn, un barri de la ciutat de Nova York, el 28 de gener de 1996. Va tenir una cirurgia a cor obert el 1979 i més tard dues operacions de bypass, mantenint-se amb una salut fràgil després d'aquell moment. Va ser enterrat en una secció no catòlica del cementiri Isola di San Michele a Venècia, Itàlia, també lloc de descans d’Ezra Pound i Ígor Stravinski. L'any 1997 es va col·locar una placa a la seva antiga casa de Sant Petersburg, amb el seu retrat en relleu i les paraules "En aquesta casa de 1940 a 1972 va viure el gran poeta rus, Iosif Aleksandrovich Brodsky". L'amic íntim de Brodsky, el premi Nobel Derek Walcott, el va commemorar a la seva col·lecció The Prodigal, l'any 2004.

## Obra
Brodsky és potser més conegut per les seves col·leccions de poesia, A Part of Speech (1977) i To Urania (1988), i la col·lecció d'assaig, Less Than One (1986), que va guanyar el National Book Critics Circle Award. Altres obres notables són l'obra Marbles (1989) i Watermark (1992), una meditació en prosa sobre Venècia. Al llarg de la seva carrera va escriure en rus i anglès, autotraduint-se i treballant amb eminents poetes traductors.

### Temes i formes
En la seva introducció a Brodsky's Selected Poems (Nova York i Harmondsworth, 1973), W. H. Auden va descriure Brodsky com un poeta líric tradicionalista fascinat per "les trobades amb la natura,... reflexions sobre la condició humana, la mort i el sentit de l'existència". Va basar-se en temes amplis, des de la literatura mexicana i caribenya fins a la poesia romana, barrejant "el físic i el metafísic, el lloc i les idees sobre el lloc, l'ara i el passat i el futur". La crítica Dinah Birch suggereix que el "primer volum de poesia en anglès de Brodsky, Joseph Brodsky: Selected Poems (1973), mostra que tot i que la seva força era un tipus distintiu de soliloqui sec i meditatiu, era immensament versàtil i tècnicament realitzat en diverses formes."
To Urania: Selected Poems 1965–1985 va recopilar traduccions d'obres més antigues amb obres noves escrites durant el seu exili americà i reflexiona sobre temes de memòria, llar i pèrdua. Les seves dues col·leccions d'assaigs consisteixen en estudis crítics de poetes com Osip Mandelshtam, W. H. Auden, Thomas Hardy, Rainer Maria Rilke i Robert Frost, esbossos de la seva pròpia vida, i els de contemporanis com Akhmatova, Nadezhda Mandelshtam i Stephen Spender.
Un tema recurrent en l'escriptura de Brodsky és la relació entre el poeta i la societat. En particular, Brodsky va posar èmfasi en el poder de la literatura per afectar positivament el seu públic i per desenvolupar la llengua i la cultura en què se situa. Va suggerir que la tradició literària occidental va ser en part responsable que el món hagués superat les catàstrofes del segle xx, com ara el nazisme, el comunisme i les dues guerres mundials. Durant el seu mandat com a poeta laureat, Brodsky va promoure la idea d'apropar el patrimoni poètic angloamericà a un públic estatunidenc més ampli distribuint antologies de poesia gratuïtes al públic mitjançant un programa patrocinat pel govern. El bibliotecari del Congrés James Billington va escriure:
| « | Joseph va tenir dificultats per entendre per què la poesia no va atreure el gran públic als Estats Units que ho va fer a Rússia. Estava orgullós d'haver-se convertit en ciutadà estatunidenc el 1977 (els soviètics l'havien convertit en apàtrida en la seva expulsió el 1972) i valorava les llibertats que li proporcionava la vida als Estats Units. Però considerava la poesia com "el grau més alt de maduresa de la llengua", i volia que tothom hi fos susceptible. Com a poeta laureat, va suggerir que les antologies econòmiques dels millors poetes nord-americans estiguin disponibles als hotels i aeroports, hospitals i supermercats. Va pensar que les persones inquietes o temeroses, soles o cansades podrien agafar poesia i descobrir de manera inesperada que altres havien experimentat aquestes emocions abans i les havien utilitzat per celebrar la vida en lloc d'escapar-se'n. La idea de Joseph es va recollir, i milers d'aquests llibres s'han col·locat, de fet, on la gent pot trobar-los per necessitat o curiositat. | » |

Aquesta passió per promoure la serietat i la importància de la poesia es manifesta en les declaracions d'obertura de Brodsky com a Poeta Laureat dels EUA l'octubre de 1991. Va dir: «En no llegir ni escoltar els poetes, la societat es condemna a modes d'articulació inferiors, els del polític, el venedor o el xarlatà.... En altres paraules, perd el seu mateix potencial evolutiu. Perquè el que ens distingeix de la resta del regne animal és precisament el do de la paraula.... La poesia no és una forma d'entreteniment i, en cert sentit, ni tan sols una forma d'art, sinó que és el nostre objectiu antropològic, genètic, el nostre far evolutiu i lingüístic». Aquest sentiment es fa ressò al llarg de la seva obra. En una entrevista amb Sven Birkerts el 1979, Brodsky va reflexionar:
| « | A les obres dels millors poetes tens la sensació que ja no parlen amb la gent, o amb alguna criatura seràfica. El que estan fent és simplement tornar a parlar al llenguatge mateix, com a bellesa, sensualitat, saviesa, ironia, aquells aspectes del llenguatge dels quals el poeta és un mirall clar. La poesia no és un art ni una branca de l'art, és quelcom més. Si el que ens distingeix de les altres espècies és la parla, aleshores la poesia, que és l'operació lingüística suprema, és el nostre objectiu antropològic, fins i tot genètic. Qui veu la poesia com un entreteniment, com una lectura, comet un crim antropològic, en primer lloc, contra ell mateix. | » |

### Influències
El bibliotecari del Congrés, el doctor James Billington, va escriure:
| « | Era el protegit favorit de la gran dama de Petersburg, Anna Akhmàtova, i escoltar-lo llegir els seus poemes en rus a la Biblioteca del Congrés va ser una experiència per posar-se els cabells de punta encara que no entengués el Llenguatge Rús. Joseph Brodsky va ser l'encarnació de les esperances no només d'Anna Akhmatova, l'última de les grans poetes de Petersburg de principis de segle, sinó també de Nadezhda Mandelstam, la vídua d'un altre gran poeta màrtir Osip Mandelstam. Tots dos van veure Joseph com una part de la llum guia que algun dia podria portar a Rússia a les seves arrels profundes. | » |

Brodsky també va estar profundament influenciat pels poetes metafísics anglesos des de John Donne fins a Auden. Moltes obres es van dedicar a altres escriptors com Tomas Venclova, Octavio Paz, Robert Lowell, Derek Walcott i Benedetta Craveri.
S'ha vist que el treball de Brodsky s'ha vist millorat de manera vital gràcies al treball de reconeguts traductors. A Part of Speech (Nova York i Oxford, 1980), la seva segona gran col·lecció en anglès, inclou traduccions d’Anthony Hecht, Howard Moss, Derek Walcott i Richard Wilbur. El crític i poeta Henri Cole assenyala que "les traduccions pròpies de Brodsky han estat criticades per la seva turgesa, mancant d'un sentit natiu de la musicalitat".
Després de l’annexió russa de Crimea el 2014, el polèmic poema de Brodsky Sobre la independència d'Ucraïna (en rus: На независимость Украины) de principis dels anys 90 (que no va publicar però que va recitar públicament) va ser recollit pels mitjans de comunicació russos i declarats repetidament per l'estat. Poema de l'any. Posteriorment, l'Estat de Joseph Brodsky va processar uns quants llocs web que publicaven el poema, exigint-ne l'eliminació.

## Obra literària
L'any 1987, va ser guardonat amb el Premi Nobel de Literatura "per una professió d'escriptor completa, imbuït de la claredat del pensament i d'intensitat poètica".

### Obra traduïda al català
- La marca de l'aigua. Traducció de Marcel Riera. Barcelona: Viena, 2011.
- En una cambra i mitja. Traducció de Salvador Company i Anna Torcal. Introducció d'Antoni Munné. València: PUV, 2013. Col. «Breviaris» 21.
- Poemes escollits. Traducció de Judit Díaz Barneda. Pròleg de David Castillo. Barcelona: Edicions de 1984, 2013.

| Obra en rus - 1965: Stikhotvoreniia i poemy - 1970: Ostanovka v pustyne - 1977: Chast' rechi: Stikhotvoreniia 1972-76 - 1977: Konets prekrasnoi epokhi : stikhotvoreniia 1964-71 - 1977: V Anglii - 1982: Rimskie elegii - 1983: Novye stansy k Avguste : stikhi k M.B. - 1984: Mramor - 1984: Uraniia : novaia kniga stikhov - 1990: Nazidanie : stikhi 1962-1989 - 1990: Chast' rechi : Izbrannye stikhi 1962-1989 - 1990: Osennii krik iastreba : Stikhotvoreniia 1962-1989 - 1990: Primechaniia paporotnika - 1991: Ballada o malen'kom buksire - 1991: Kholmy : Bol'shie stikhotvoreniia i poemy - 1991: Stikhotvoreniia - 1992: Naberezhnaia neistselimykh : Trinadtsat' essei - 1992: Rozhdestvenskie stikhi - 1992: Vspominaia Akhmatovu | - 1992: Forma vremeni : stikhotvoreniia, esse, p'esy - 1993: Kappadokiia - 1995: Puteshestviia s kommentariiami - 1995: V okrestnostiakh Atlantidy : Novye stikhotvoreniia - 1996: Peizazh s navodneniem - 1997: Brodskii o Tsvetaevoi - 1998: Pis'mo Goratsiiu - 1998: Sochineniia - 1999: Gorbunov i Gorchakov - 2000: Ostanovka v pustyne - 2000: Konets prekrasnoi epokhi - 2000: Novye stansy k Avguste Obra en anglès - 1972: Poems - 1980: A Part of Speech - 1986: Less Than One: Selected Essays - 1992: Watermark - 1995: On Grief and Reason: Essays - 1996: So Forth: Poems - 1999: Discovery |

## Premis i honors
- 1986 - National Book Critics Award for Criticism, for Less Than One (col·lecció d'assaigs)
- 1987 – Premi Nobel
- 1989 - Doctorat honoris causa per la Universitat d'Essex[32]
- 1991: doctorat honoris causa per la Facultat d'Humanitats de la Universitat d'Uppsala, Suècia[33]
- 1991 - Poeta premiat dels Estats Units
- 1991 - Premi Corona d'Or de les nits de poesia Struga
- 1993 – Llicenciat honoris causa per la Universitat de Silèsia a Polònia
- Membre honorari de l'Acadèmia Internacional de Ciències de Múnic